# Velké vnitrozemské moře

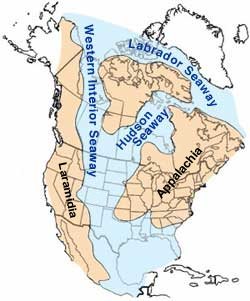
Mapka Velkého vnitrozemského moře.

Velké vnitrozemské moře (anglicky Western Interior Seaway; také Niobrarské moře nebo Severoamerické vnitrozemské moře) je dávno zaniklé moře, které v období pozdních druhohor (konkrétně křídy) a na počátku paleogénu přetínalo severojižním směrem severoamerický kontinent a vytvářelo na jeho místě dva až tři „ostrovní kontinenty“ – Laramidii na západě a Appalačii s dosud nepojmenovanou severněji ležící pevninskou masou na východě.

## Charakteristika

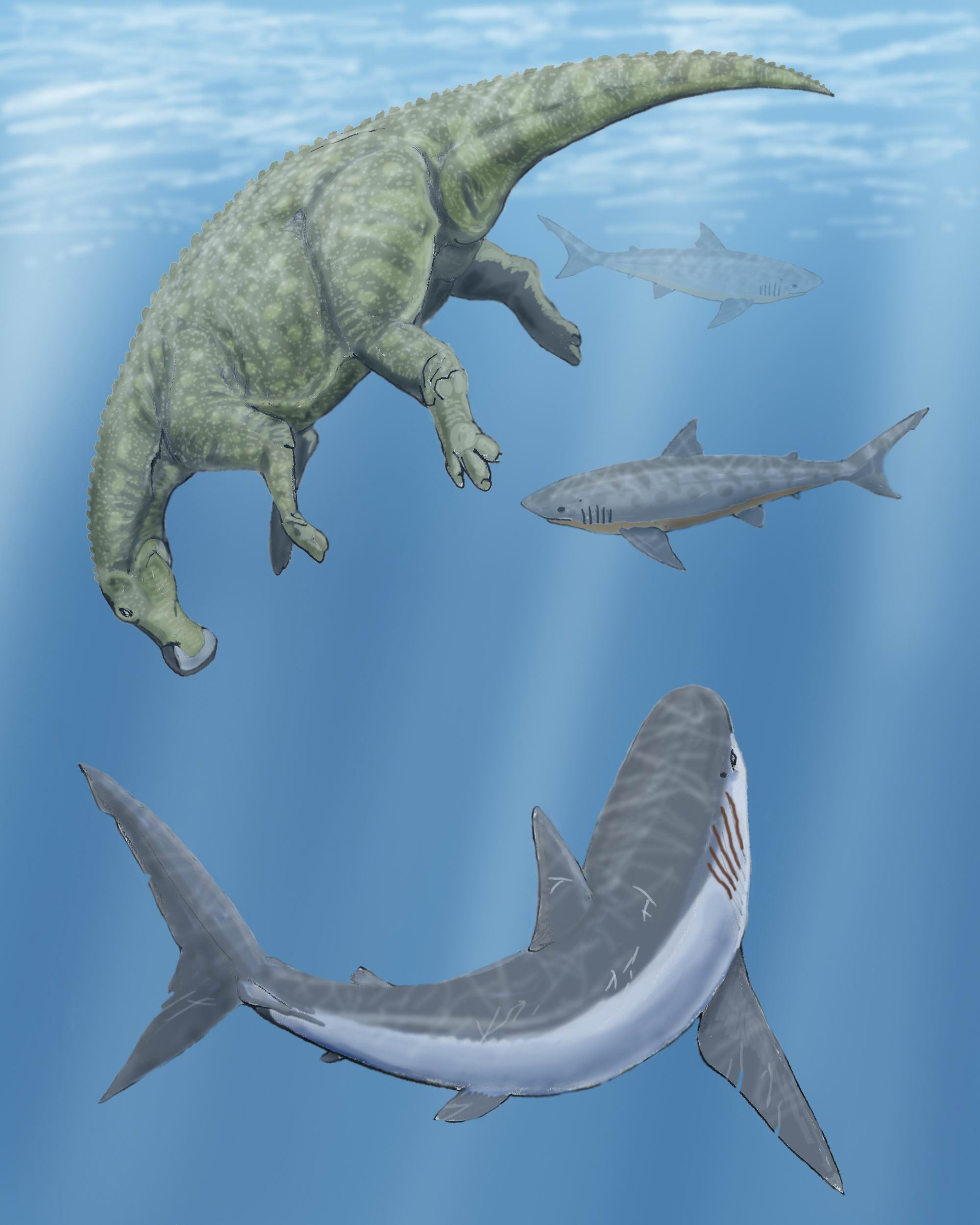
Žralok rodu Cretoxyrhina a dva zástupci rodu Squalicorax krouží kolem mrtvého těla kachnozobého dinosaura rodu Claosaurus.

Toto moře ústilo v oblasti současného Mexického zálivu a napojovalo se až do arktických vod Severního ledového oceánu. V době svého největšího rozpětí byla tato vodní plocha dlouhá přes 3200 km, široká až 970 km a jeho největší hloubka činila kolem 760 metrů. Přesné datování vzniku a zániku Velkého vnitrozemského moře je značně obtížné, existovalo ale přibližně v době před 100 až 60 miliony let. V průběhu doby se jeho rozsah a podmínky značně měnily, moře prodělávalo víceméně cyklické transgrese i regrese a nastávala zde období anoxie (vyčerpání kyslíku z nejhlubších vrstev vodního sloupce, spojená s jeho stratifikací).
Průměrné teploty byly velmi vysoké, dosahovaly asi 28 až 34 °C. Klima v této oblasti tedy bylo tropické. Mezi kampánem a maastrichtem (geologickými věky, datovanými do doby před 84 až 72 a 72 až 66 miliony let, resp.) však došlo k výraznému poklesu průměrné teploty vody.

## Fauna
Jednalo se tedy o poměrně mělké a teplé moře, v němž se dařilo mnoha druhům organismů. Našli bychom tu zejména zástupce mořských plazů plesiosaurů (např. rod Elasmosaurus) a mosasaurů např. rod Tylosaurus), žraloky (např. rody Squalicorax a Cretoxyrhina), velké mořské želvy (např. rod Archelon), ryby (např. rod Xiphactinus), dále různé bezobratlé a další. Při březích žila početná populace praptáků hesperornitů, dále ptakoještěři, jako byly rody Nyctosaurus nebo Pteranodon a mnozí další. Fosilie těchto tvorů nacházejí paleontologové od druhé poloviny 19. století ve státech jako je Kansas, Nebraska, Jižní Dakota i jiné. Na březích zejména západní Laramidie transgrese a regrese tohoto moře značně ovlivňovala životy a evoluční vývoj tamních populací dinosaurů, zejména pak kachnozobých a rohatých dinosaurů.